# Eleições autárquicas portuguesas de 1985 no distrito de Bragança
| Eleições autárquicas portuguesas de 1985 Distritos: Aveiro \| Beja \| Braga \| Bragança \| Castelo Branco \| Coimbra \| Évora \| Faro \| Guarda \| Leiria \| Lisboa \| Portalegre \| Porto \| Santarém \| Setúbal \| Viana do Castelo \| Vila Real \| Viseu \| Açores \| Madeira |

## Resultados por concelho
Os resultados nos concelhos do distrito de Bragança foram os seguintes:

### Alfândega da Fé
| Partido                 | Partido                   | Votos | %               | +/-  | Vereadores | +/-     |
| ----------------------- | ------------------------- | ----- | --------------- | ---- | ---------- | ------- |
|                         | Partido Social Democrata  | 1 957 | 49,73 / 100,00  | 3,90 | 3 / 5      | Estável |
|                         | Partido Socialista        | 868   | 22,06 / 100,00  | 7,21 | 1 / 5      | Estável |
|                         | Centro Democrático Social | 598   | 15,20 / 100,00  | 8,76 | 1 / 5      | Estável |
|                         | Aliança Povo Unido        | 346   | 8,79 / 100,00   | 0,09 | 0 / 5      | Estável |
| Votos Inválidos         | Votos Inválidos           | 166   | 4,22 / 100,00   | 2,26 |            |         |
| Total                   | Total                     | 3 935 | 100,00 / 100,00 |      | 5 / 5      |         |
| Eleitorado/Participação | Eleitorado/Participação   | 6 045 | 65,10 / 100,00  | 8,10 |            |         |

### Bragança
| Partido                 | Partido                       | Votos  | %               | +/-  | Vereadores | +/-     |
| ----------------------- | ----------------------------- | ------ | --------------- | ---- | ---------- | ------- |
|                         | Centro Democrático Social     | 7 416  | 46,66 / 100,00  | 2,04 | 4 / 7      | Estável |
|                         | Partido Social Democrata      | 3 831  | 24,11 / 100,00  | 1,53 | 2 / 7      | Estável |
|                         | Partido Socialista            | 2 012  | 12,66 / 100,00  | 8,77 | 1 / 7      | Estável |
|                         | Aliança Povo Unido            | 1 302  | 8,19 / 100,00   | 4,46 | 0 / 7      | Estável |
|                         | Partido Renovador Democrático | 616    | 3,88 / 100,00   | Novo | 0 / 7      | Novo    |
| Votos Inválidos         | Votos Inválidos               | 715    | 4,50 / 100,00   | 0,08 |            |         |
| Total                   | Total                         | 15 892 | 100,00 / 100,00 |      | 7 / 7      |         |
| Eleitorado/Participação | Eleitorado/Participação       | 28 222 | 56,31 / 100,00  | 7,91 |            |         |

### Carrazeda de Ansiães
| Partido                 | Partido                       | Votos | %               | +/-  | Vereadores | +/-     |
| ----------------------- | ----------------------------- | ----- | --------------- | ---- | ---------- | ------- |
|                         | Centro Democrático Social     | 2 841 | 54,65 / 100,00  | -    | 3 / 5      | -       |
|                         | Partido Socialista            | 1 021 | 19,64 / 100,00  | 0,47 | 1 / 5      | Estável |
|                         | Partido Renovador Democrático | 944   | 18,16 / 100,00  | Novo | 1 / 5      | Novo    |
|                         | Aliança Povo Unido            | 155   | 2,98 / 100,00   | 0,14 | 0 / 5      | Estável |
| Votos Inválidos         | Votos Inválidos               | 238   | 4,58 / 100,00   | 0,48 |            |         |
| Total                   | Total                         | 5 199 | 100,00 / 100,00 |      | 5 / 5      |         |
| Eleitorado/Participação | Eleitorado/Participação       | 7 952 | 65,38 / 100,00  | 2,31 |            |         |

### Freixo de Espada à Cinta
| Partido                 | Partido                  | Votos | %               | +/-  | Vereadores | +/-     |
| ----------------------- | ------------------------ | ----- | --------------- | ---- | ---------- | ------- |
|                         | Partido Social Democrata | 1 353 | 45,43 / 100,00  | -    | 3 / 5      | -       |
|                         | Partido Socialista       | 1 273 | 42,75 / 100,00  | 6,81 | 2 / 5      | Estável |
|                         | Aliança Povo Unido       | 214   | 7,19 / 100,00   | 2,40 | 0 / 5      | Estável |
| Votos Inválidos         | Votos Inválidos          | 138   | 4,63 / 100,00   | 1,95 |            |         |
| Total                   | Total                    | 2 978 | 100,00 / 100,00 |      | 5 / 5      |         |
| Eleitorado/Participação | Eleitorado/Participação  | 4 494 | 66,27 / 100,00  | 5,07 |            |         |

### Macedo de Cavaleiros
| Partido                 | Partido                   | Votos  | %               | +/-  | Vereadores | +/-     |
| ----------------------- | ------------------------- | ------ | --------------- | ---- | ---------- | ------- |
|                         | Partido Social Democrata  | 3 973  | 40,09 / 100,00  | 8,26 | 3 / 7      | 1       |
|                         | Centro Democrático Social | 3 175  | 32,04 / 100,00  | 9,91 | 3 / 7      | 1       |
|                         | Partido Socialista        | 2 115  | 21,34 / 100,00  | 1,45 | 1 / 7      | Estável |
|                         | Aliança Povo Unido        | 264    | 2,66 / 100,00   | 0,21 | 0 / 7      | Estável |
| Votos Inválidos         | Votos Inválidos           | 384    | 3,87 / 100,00   | 1,15 |            |         |
| Total                   | Total                     | 9 911  | 100,00 / 100,00 |      | 7 / 7      |         |
| Eleitorado/Participação | Eleitorado/Participação   | 16 276 | 60,89 / 100,00  | 5,88 |            |         |

### Miranda do Douro
| Partido                 | Partido                  | Votos | %               | +/-  | Vereadores | +/-     |
| ----------------------- | ------------------------ | ----- | --------------- | ---- | ---------- | ------- |
|                         | Partido Social Democrata | 2 420 | 47,04 / 100,00  | -    | 3 / 5      | -       |
|                         | Partido Socialista       | 2 409 | 46,82 / 100,00  | 0,48 | 2 / 5      | 1       |
|                         | Aliança Povo Unido       | 71    | 1,38 / 100,00   | 0,17 | 0 / 5      | Estável |
| Votos Inválidos         | Votos Inválidos          | 245   | 4,77 / 100,00   | 1,17 |            |         |
| Total                   | Total                    | 5 145 | 100,00 / 100,00 |      | 5 / 5      |         |
| Eleitorado/Participação | Eleitorado/Participação  | 8 003 | 64,29 / 100,00  | 6,02 |            |         |

### Mirandela
| Partido                 | Partido                       | Votos  | %               | +/-  | Vereadores | +/-     |
| ----------------------- | ----------------------------- | ------ | --------------- | ---- | ---------- | ------- |
|                         | Partido Social Democrata      | 5 948  | 44,92 / 100,00  | 4,22 | 4 / 7      | Estável |
|                         | Centro Democrático Social     | 3 486  | 26,33 / 100,00  | 3,46 | 2 / 7      | Estável |
|                         | Partido Socialista            | 1 617  | 12,21 / 100,00  | 4,48 | 1 / 7      | Estável |
|                         | Partido Renovador Democrático | 935    | 7,06 / 100,00   | Novo | 0 / 7      | Novo    |
|                         | Aliança Povo Unido            | 781    | 5,90 / 100,00   | 2,06 | 0 / 7      | Estável |
| Votos Inválidos         | Votos Inválidos               | 475    | 3,58 / 100,00   | 1,28 |            |         |
| Total                   | Total                         | 13 242 | 100,00 / 100,00 |      | 7 / 7      |         |
| Eleitorado/Participação | Eleitorado/Participação       | 21 387 | 61,92 / 100,00  | 8,02 |            |         |

### Mogadouro
| Partido                 | Partido                   | Votos  | %               | +/-  | Vereadores | +/-     |
| ----------------------- | ------------------------- | ------ | --------------- | ---- | ---------- | ------- |
|                         | Partido Social Democrata  | 2 312  | 39,22 / 100,00  | 9,97 | 3 / 7      | 1       |
|                         | Partido Socialista        | 1 792  | 30,40 / 100,00  | 6,09 | 2 / 7      | Estável |
|                         | Centro Democrático Social | 1 363  | 23,12 / 100,00  | 6,03 | 2 / 7      | 1       |
|                         | Aliança Povo Unido        | 157    | 2,66 / 100,00   | 2,19 | 0 / 7      | Estável |
| Votos Inválidos         | Votos Inválidos           | 271    | 4,60 / 100,00   | 0,04 |            |         |
| Total                   | Total                     | 5 895  | 100,00 / 100,00 |      | 7 / 7      |         |
| Eleitorado/Participação | Eleitorado/Participação   | 10 573 | 55,76 / 100,00  | 5,13 |            |         |

### Torre de Moncorvo
| Partido                 | Partido                  | Votos  | %               | +/-   | Vereadores | +/-     |
| ----------------------- | ------------------------ | ------ | --------------- | ----- | ---------- | ------- |
|                         | Partido Socialista       | 3 673  | 55,35 / 100,00  | 12,64 | 4 / 7      | 1       |
|                         | Partido Social Democrata | 2 348  | 35,38 / 100,00  | -     | 3 / 7      | -       |
|                         | Aliança Povo Unido       | 254    | 3,83 / 100,00   | 2,51  | 0 / 7      | Estável |
| Votos Inválidos         | Votos Inválidos          | 361    | 5,44 / 100,00   | 0,17  |            |         |
| Total                   | Total                    | 6 636  | 100,00 / 100,00 |       | 7 / 7      |         |
| Eleitorado/Participação | Eleitorado/Participação  | 10 439 | 63,57 / 100,00  | 1,73  |            |         |

### Vila Flor
| Partido                 | Partido                   | Votos | %               | +/-   | Vereadores | +/-     |
| ----------------------- | ------------------------- | ----- | --------------- | ----- | ---------- | ------- |
|                         | Partido Social Democrata  | 2 119 | 41,54 / 100,00  | 5,93  | 2 / 5      | 1       |
|                         | Partido Socialista        | 1 697 | 33,27 / 100,00  | 20,25 | 2 / 5      | 2       |
|                         | Centro Democrático Social | 933   | 18,29 / 100,00  | 9,35  | 1 / 5      | 1       |
|                         | Aliança Povo Unido        | 233   | 4,57 / 100,00   | 2,42  | 0 / 5      | Estável |
| Votos Inválidos         | Votos Inválidos           | 119   | 2,34 / 100,00   | 3,04  |            |         |
| Total                   | Total                     | 5 101 | 100,00 / 100,00 |       | 5 / 5      |         |
| Eleitorado/Participação | Eleitorado/Participação   | 7 195 | 70,90 / 100,00  | 2,55  |            |         |

### Vimioso
| Partido                 | Partido                   | Votos | %               | +/-  | Vereadores | +/-     |
| ----------------------- | ------------------------- | ----- | --------------- | ---- | ---------- | ------- |
|                         | Partido Socialista        | 1 859 | 45,28 / 100,00  | 8,18 | 3 / 5      | 1       |
|                         | Centro Democrático Social | 1 062 | 25,86 / 100,00  | -    | 1 / 5      | -       |
|                         | Partido Social Democrata  | 917   | 22,33 / 100,00  | 3,09 | 1 / 5      | Estável |
|                         | Aliança Povo Unido        | 53    | 1,29 / 100,00   | 0,03 | 0 / 5      | Estável |
| Votos Inválidos         | Votos Inválidos           | 215   | 5,24 / 100,00   | 0,12 |            |         |
| Total                   | Total                     | 4 106 | 100,00 / 100,00 |      | 5 / 5      |         |
| Eleitorado/Participação | Eleitorado/Participação   | 6 058 | 67,78 / 100,00  | 0,18 |            |         |

### Vinhais
| Partido                 | Partido                   | Votos  | %               | +/-   | Vereadores | +/-     |
| ----------------------- | ------------------------- | ------ | --------------- | ----- | ---------- | ------- |
|                         | Centro Democrático Social | 4 617  | 52,98 / 100,00  | 4,81  | 4 / 7      | 1       |
|                         | Partido Social Democrata  | 3 523  | 40,43 / 100,00  | 19,12 | 3 / 7      | 2       |
|                         | Partido Socialista        | 128    | 1,47 / 100,00   | 12,51 | 0 / 7      | 1       |
|                         | Aliança Povo Unido        | 126    | 1,45 / 100,00   | 0,06  | 0 / 7      | Estável |
| Votos Inválidos         | Votos Inválidos           | 320    | 3,67 / 100,00   | 1,86  |            |         |
| Total                   | Total                     | 8 714  | 100,00 / 100,00 |       | 7 / 7      |         |
| Eleitorado/Participação | Eleitorado/Participação   | 13 019 | 66,93 / 100,00  | 1,46  |            |         |